# Onopordum blancheanum
Onopordum blancheanum là một loài thực vật có hoa trong họ Cúc. Loài này được (Eig) Danin mô tả khoa học đầu tiên năm 1988.